# Округ Монро (Мисури)
Округ Монро (енгл. Monroe County) је округ у америчкој савезној држави Мисури.

## Демографија
По попису из 2010. године број становника је 8.840, што је 471 (-5,1%) становника мање него 2000. године.
| Група             | 2000.         | 2010.         |
| Белци             | 8.769 (94,2%) | 8.340 (94,3%) |
| Афроамериканци    | 357 (3,8%)    | 264 (3,0%)    |
| Азијати           | 11 (0,1%)     | 28 (0,3%)     |
| Хиспаноамериканци | 52 (0,6%)     | 85 (1,0%)     |
| Укупно            | 9.311         | 8.840         |